# Enrique Tola Mendoza
Enrique Tola Mendoza (Lima, 26 de agosto de 1917 - Lima, 6 de enero de 1996) fue un ingeniero, docente universitario y político peruano. Fue ministro de Educación Pública (1967) y Ministro de Fomento y Obras Públicas (1967-1968).

## Biografía
Hijo de Fernando Tola Cires (abogado y diplomático) y de María Rosa Elena Mendoza de Almenara. Hermano de Fernando Tola Mendoza, lingüista y profesor universitario.
Cursó su educación secundaria en Bruselas y de regreso en el Perú estudió Ingeniería Civil en la Pontificia Universidad Católica del Perú.
Durante el gobierno democrático de José Luis Bustamante y Rivero fue ministro de Fomento y Obras Públicas (1946), iniciando un vasto plan de mejoramiento de las vías de comunicación, especialmente de las troncales de la costa a la selva.
Durante el primer gobierno de Fernando Belaúnde Terry fue ministro de Educación Pública (1967) y ministro de Fomento y Obras Públicas (1967-1968). Durante el segundo gobierno del mismo fue presidente del consejo directivo del Instituto de Investigación Tecnológica Industrial y de Normas Técnicas, ITINTEC (1980-1985).
Además, ejerció la docencia en la Pontificia Universidad Católica del Perú, la Universidad Nacional de Ingeniería y la Universidad Ricardo Palma.